# Imielin (Warszawa)

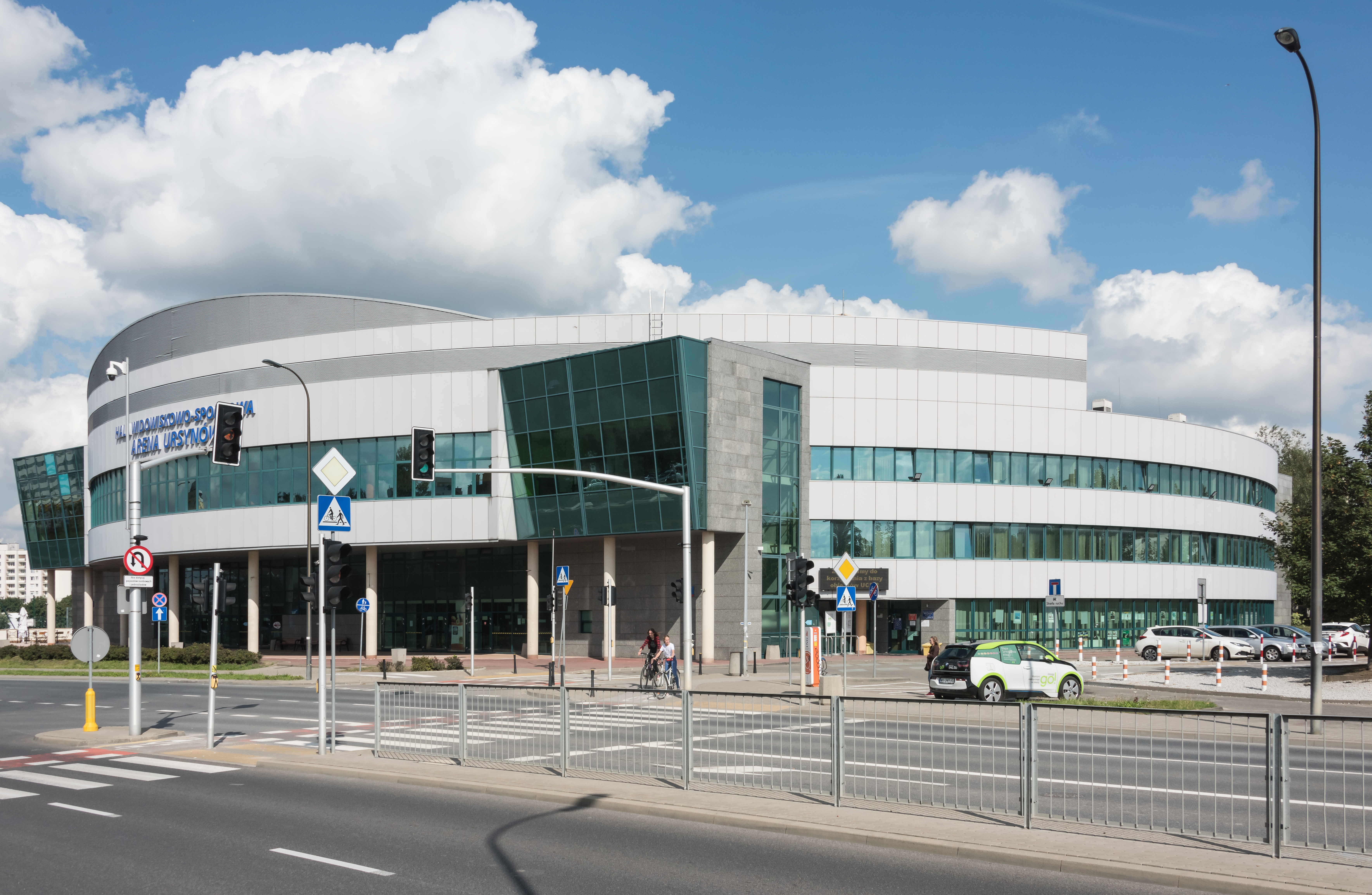
Arena Ursynów

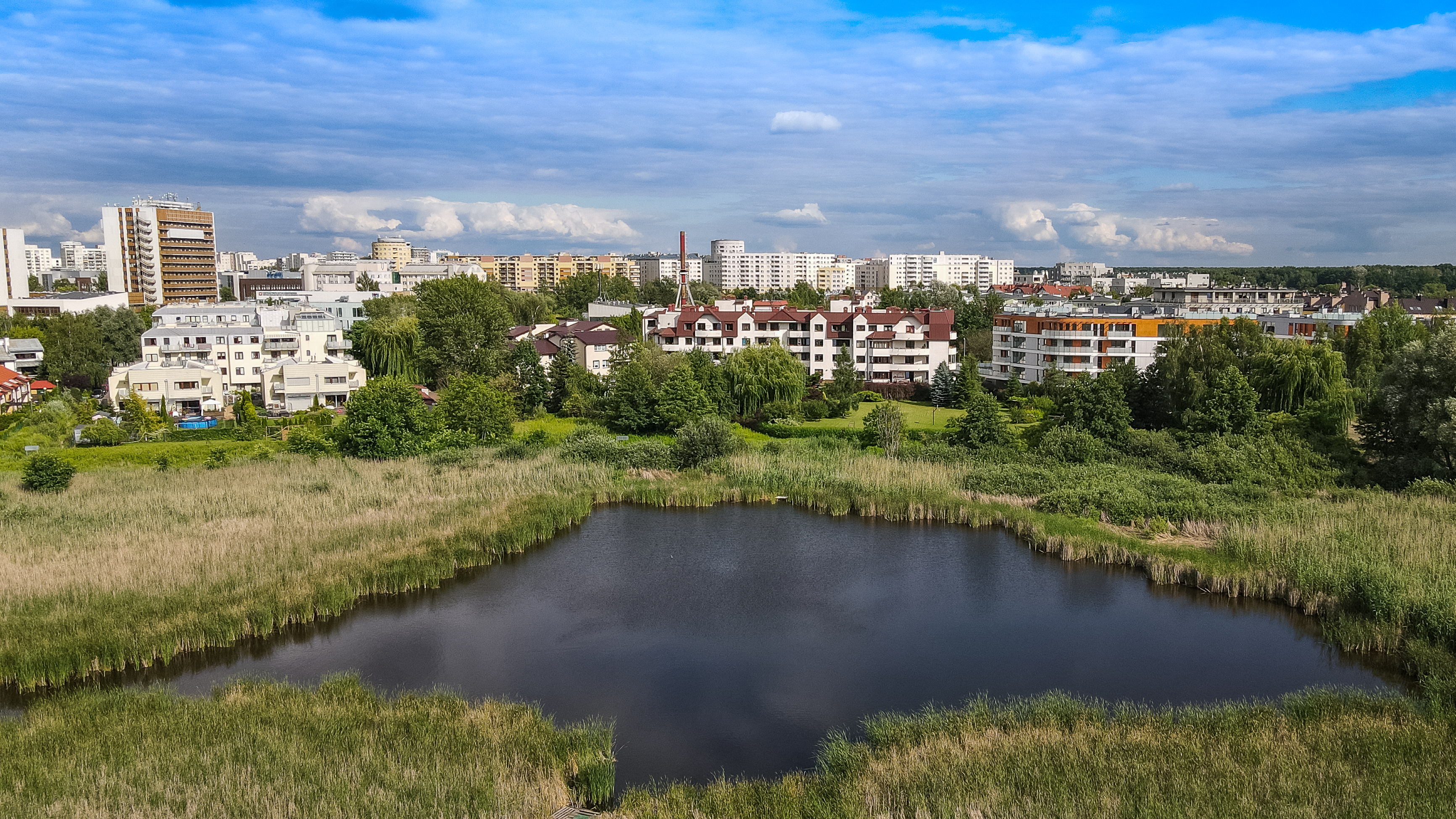
Jeziorko Imielińskie

Imielin – część warszawskiego Ursynowa położona w centralnej części dzielnicy.

## Opis
Pierwotnie nazwa Imielin odnosiła się do wsi położonej w pobliżu traktu do Piaseczna, obecnej ulicy Puławskiej, zwanej również m.in. Jamielinem, Jemielinem i Imielino.
Pierwsza wzmianka o wsi Gemelino pochodzi z 1422, a Jamyielino z 1430. W 1445 roku wieś otrzymała ona prawo chełmińskie od księcia Bolesława IV. W XVI wieku Imielin stanowił własność rodu Służewieckich. Wg rejestrów podatkowych z XVI w., w najlepszym okresie tereny należące do wsi liczyły 5 łanów (ok. 85 ha). Wieś szlachecka Jemielinek w 1580 znajdowała się w powiecie warszawskim ziemi warszawskiej województwa mazowieckiego.
W XVII wieku wieś przeszła na własność Jakuba Hieronima Rozdrażewskiego, wojewody inowrocławskiego – było wówczas w niej około 8–11 domów.
W końcu XVIII wieku Imielin należał do podczaszego warszawskiego Grabowskiego i wraz z Wyczółkami tworzył wspólną własność. Obie wsie liczyły wtedy łącznie 35 domów.
W XIX wieku na gruntach należących do Imielina i Wyczółek powstały nowe wsie i folwarki Grabowo (dziś Grabów), Grabówek, Krasnowola i Ludwinowo (Ludwinów). W 1864 roku, po uwłaszczeniu chłopów, powstało w Imielinie 21 gospodarstw włościańskich, a Imielin wraz z pobliskimi wsiami został włączony do nowo powstałej gminy Falenty.
Spis ludności z 1905 odnotował na terenie Imielina 23 domy. Kolejne spisy po odzyskaniu niepodległości w 1921 i 1923 roku odnotowały odpowiednio 296 i 211 mieszkańców.
W 1951, podobnie jak inne podwarszawskie wsie i osady, Imielin znalazł się w granicach administracyjnych Warszawy. Na początku lat 80. XX wieku na należących do wsi gruntach zaczęto budować pierwsze bloki Ursynowa. Z czasem nazwa wsi przeszła w całości na nowo powstałe osiedle.
W odróżnieniu od innych ursynowskich osiedli zabudowę Imielina stanowiły nie tylko bloki z tzw. wielkiej płyty, ale również bloki wykonane w zmodyfikowanej technologii „ramy-h” (w wariancie w którym słupy zastąpiono prefabrykowanymi ścianami nośnymi, a wypełnienie wykonano z bloczków gazobetonowych lub pustaków ceramicznych). W latach 90. XX wieku ściany szczytowe obydwu typów budynków częściowo ocieplono styropianem. W pierwszej dekadzie XXI wieku wykonano nowe ocieplenia i elewacje wszystkich budynków ujednolicając tym samym wygląd osiedla.
Obecnie obok budownictwa z lat 80. XX wieku zaczynają się pojawiać nowoczesne zespoły budynków. Niektóre z nich są dodatkowo strzeżone. Kilka z takich zespołów budynków, zbudowanych w drugiej połowie lat 90. XX wieku i na początku XXI wieku, znajduje się przy ulicy rtm. W. Pileckiego w pobliżu Centrum Onkologii. Powstały także nowe bloki przy alei KEN w ramach zabudowy okolicy metra, ulicy Dereniowej i ulicy Indiry Gandhi.
Pod koniec lat 90. XX wieku na terenie obecnego Starego Imielina rozpoczął się boom budowlany. Na dawnych polach uprawnych wybudowane zostały osiedla szeregowców i budynków wielorodzinnych.
Na dzisiejszy Imielin składają się dwa obszary MSI – Stary Imielin (w całości) oraz część obszaru Ursynów-Centrum. Nazwę Imielin nosi także stacja linii M1 warszawskiego metra.

## Ważniejsze obiekty
- Narodowy Instytut Onkologii im. Marii Skłodowskiej-Curie – Państwowy Instytut Badawczy
- Instytut Hematologii i Transfuzjologii
- Arena Ursynów
- Kościół św. Tomasza Apostoła
- Hospicjum Onkologiczne Świętego Krzysztofa
- Jeziorko Imielińskie